# Саджа звичайна
Саджа́ звичайна (Syrrhaptes paradoxus) — птах ряду рябкоподібних. Довжина до 45 см, вага близько 250 г. 
Поширена в пустелях і напівпустелях Південно-Східної Європи та Середній і Центральній Азії; зрідка залітає в Україну.

## Опис
У самців спина вохриста, з чорними поперечними смугами; тім'я і потилиця вохристо-сірі; лоб, горло і задня частина боків шиї світло-руді; шия і воло сірувато-вохристі, воло знизу окреслене смугою, утвореною чорно-білим візерунком; груди вохристі; черево спереду чорно-коричневе, ззаду — біле; покривні пера крил вохристі, на великих і середніх покривних перах чорні плями; махові пера блакитно-сірі, крайні махові пера видовжені; стернові пера сірі, з вохристими плямами і білою верхівкою, центральні стернові пера дуже видовжені; дзьоб сірий; ноги оперені повністю, разом з пальцями. У самиці, яка в цілому схожа на самця, горло пісочно-жовте, відокремлене від сірого вола чорною смугою, візерунчастої смуги на межі вола і грудей нема; крайні махові і центральні стернові пера видовжені менше. Пташенята схожі на самця, але шия і воло вохристі, з темно-бурою строкатістю; груди вохристі; черево бурувате; центральні стернові і першорядні махові пера не видовжені.

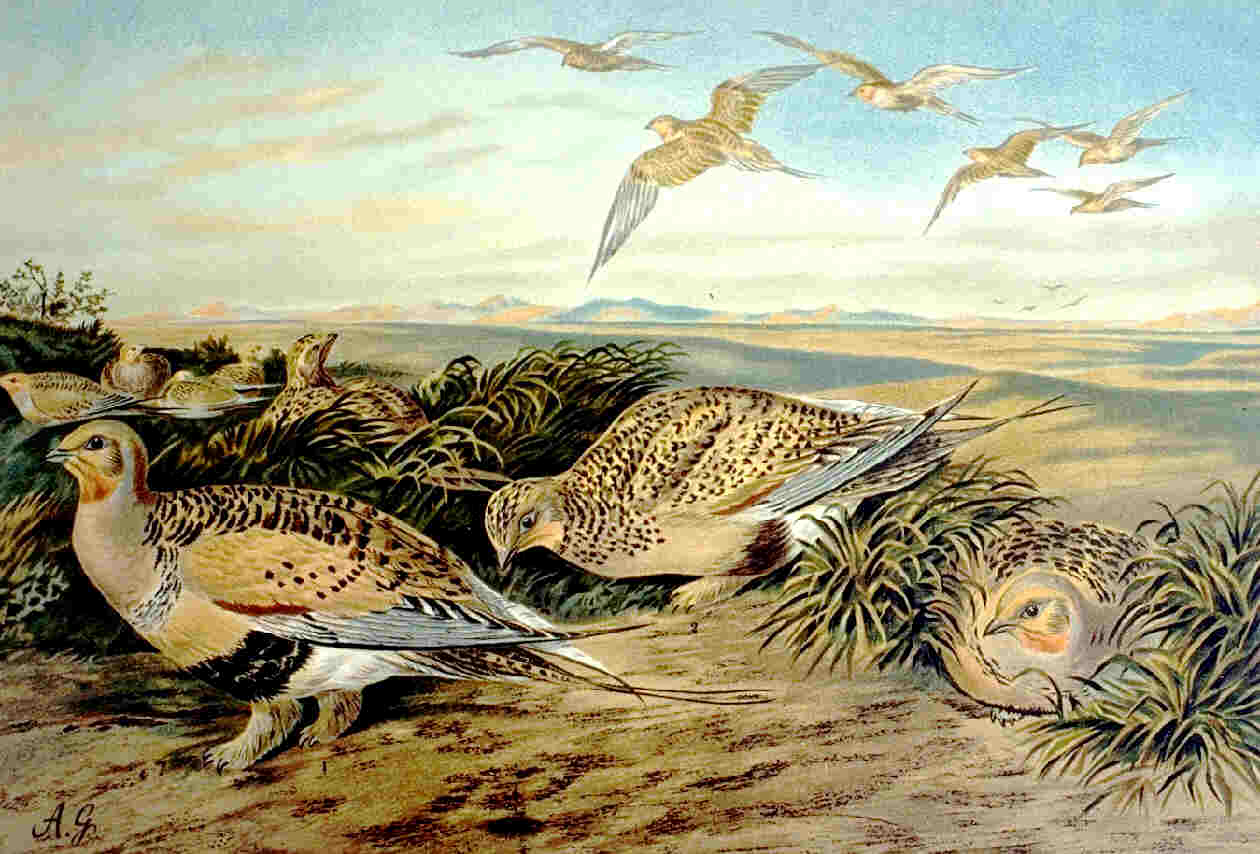
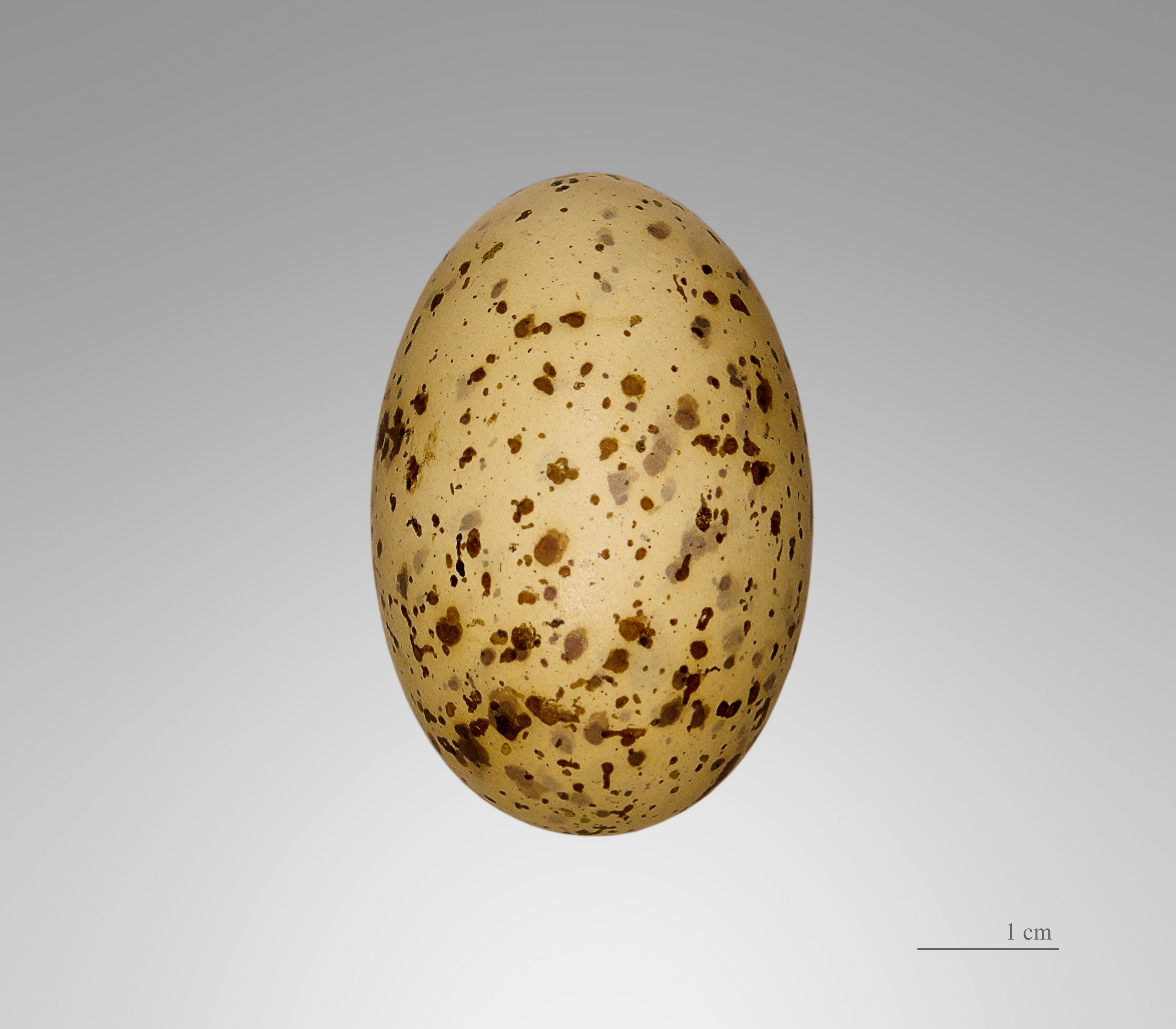
Яйце Syrrhaptes paradoxus